# 命課布達式
命課布達式（めいかふたつしき）は、将校が命課（昇進等の人事異動）された時、これを所属部隊内に布達（紹介あるいは告知）する式である。

## 概要
式においては所属部隊総員が整列し、聯隊長から布達する。
ただし布達される者が聯隊長であるときは、軍旗を樹てて、旅団長が布達し、また、旅団編制が無いか、旅団編制内にあるが衛戍地に旅団司令部が無く師団司令部所在地であるときは、師団長が布達し、または師団長および旅団長が無いか、あるいは分屯隊においては、隊内における上級先任の将校が布達する。
布達される者が聯隊長の場合は聯隊全員が、大隊長または中隊長の場合は直属部下が軍装して整列する。布達される将校は連隊の中央前において、これに面して肩刀を行い、布達者の左側に位置する。そして布達者が喇叭手に「気ヲ著ケ」の喇叭を吹かせ、部隊は「注目」の号令により布達される将校に注目する。布達は布達者が以下の例に倣い発声し行う：

「天皇陛下ノ命ニ依リ陸軍歩兵中尉男爵何某今般第一中隊長ニ補セラル。因テ同官ニ服従シ各々軍紀ヲ守リ職務ニ勉励シ其ノ命令ヲ遵奉スヘシ」

布達者が布達される者より下級である場合は、その左側に位置し敬称を用い、かつ「因テ同官ニ服従シ」に代えて「因テ我等一同同官ニ服従シ」と唱える。
布達終了後は「直レ」の号令で頭を正面に向け、捧銃（捧刀）し、布達される将校注目、喇叭手が「皇御国」を吹奏する。布達者と布達された者は相対向して刀礼をする。以上終了後、布達された者が連隊長、大隊長、中隊長の場合はその部下である隊員(自動車又ハ徒歩編制ノ砲兵隊、飛行隊、気球隊及自動車隊ヲ除ク)が新隊長に対して分列式を行う。